# Mecyclothorax tantalus
Mecyclothorax tantalus är en skalbaggsart som beskrevs av Britton 1948. Mecyclothorax tantalus ingår i släktet Mecyclothorax och familjen jordlöpare. Inga underarter finns listade i Catalogue of Life.